# Trichilia welwitschii
Trichilia welwitschii är en tvåhjärtbladig växtart som beskrevs av C. Dc.. Trichilia welwitschii ingår i släktet Trichilia och familjen Meliaceae. Inga underarter finns listade i Catalogue of Life.